# 원산 총파업

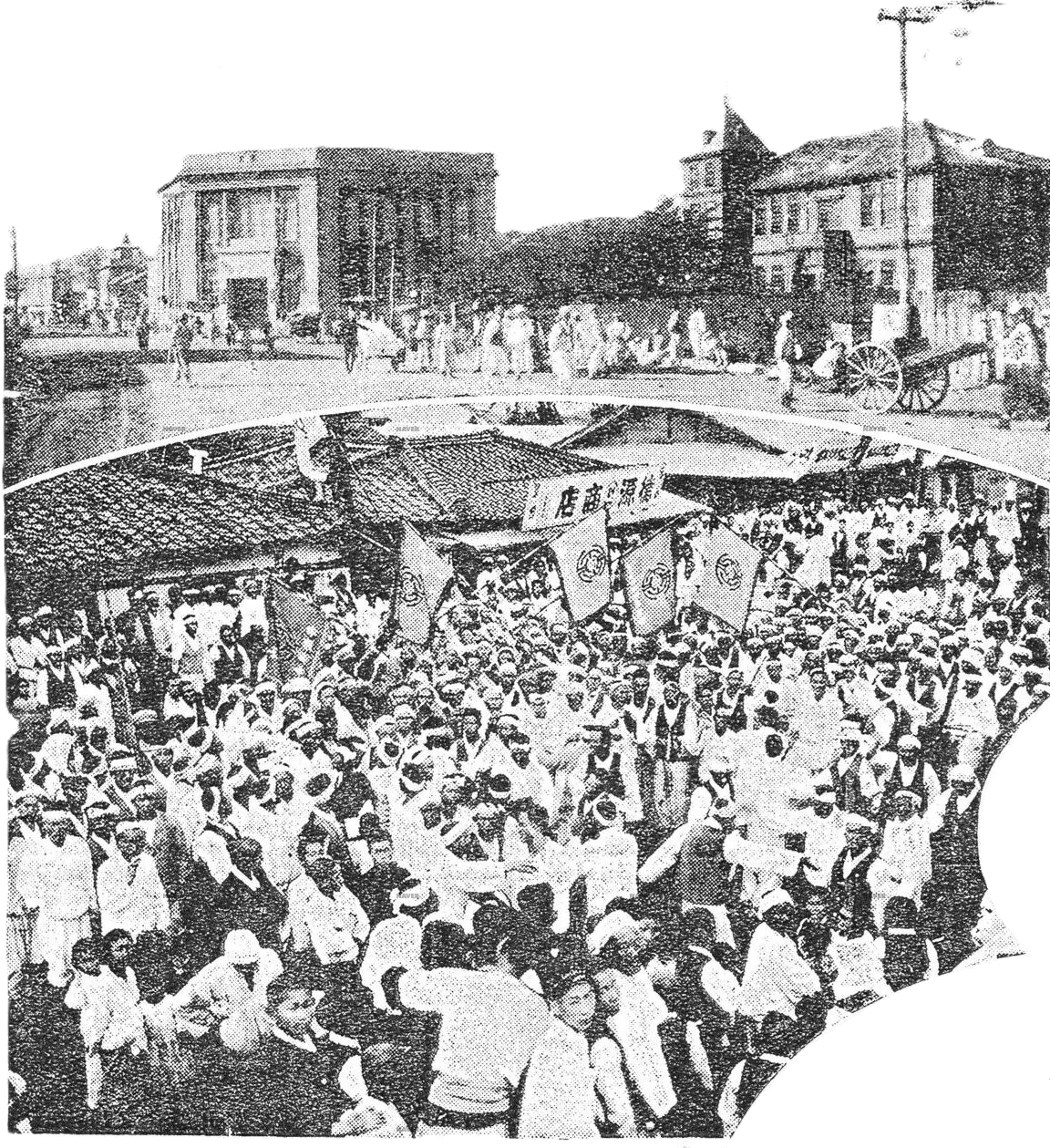
1929년 2월 1일자 《조선일보》에 보도된 사진. 원문에 달린 설명은 다음과 같다.
상단: 오른쪽은 조정(調停)한다고 하였다가 고주(雇主) 측에 가담한 상업회, 왼쪽은 대표적인 고주에 해당하는 국제통운회사.
하단: 단결의 위력을 보이는 원산노동연합회원.

원산 총파업(元山 總罷業)은 1929년 1월 13일부터 4월 6일까지 원산시에서 있었던 총파업이다. 영국계 기업 문평 라이징선 제유회사의 일본인 감독의 폭력이 발단이 되어 원산 지역 노동자 대부분이 참여하는 대규모 파업으로 발전하였다. 3개월을 넘게 지속되던 파업은 지도부가 교체되고 파업에 참여한 노동자가 분열되는 가운데 조선총독부의 대대적인 검속마저 강화되면서 일단락 되었다. 원산 총파업은 표면적으로는 노동조합인 원산노동연합회와 상공인 대표인 원산상업회의소가 전면적으로 충돌한 사안이었으나 속으로 들어가면 일제의 반노동 정책에 따라 지역의 모든 사회 제반 계층이 양 편으로 나뉘어 싸운 대규모 투쟁이었다.

## 배경

### 사회적 배경
한국 사회에서 임금 노동이 시작된 것은 17세기 이후이나 노동자 층이 형성된 것은 개항 이후라고 할 수 있다. 19세기에 들어서면 부두 노동자를 중심으로 노동조합 역시 결성되기 시작하였다. 일제강점기에 들어 자본주의적 사회 관계가 확산되면서 노동조합 역시 확산되어 1911년 당시 노동자 수는 조선인 12,180 명, 일본인 2,136명, 기타 외국인 259명으로 총 14,575 명에 불과하였으나 1920년 회사령이 철폐되고 조선과 일본 간의 관세가 철폐되자 공업이 확대되었다. 1928년이 되면서 전체 노동자 수가 100만명을 넘어서게 되었으며 이 가운데 공장 노동자의 수는 10만여 명 정도였다.
조선인 노동자는 대부분 농업의 몰락으로 도시로 이주한 빈민 출신의 비숙련 노동자로서 일본인 관리자 아래서 일하였다. 임금은 일본인 노동자의 절반에 불과하였다. 노동시간은 노동자의 절반 이상이 12시간 이상 노동을 하였으며 열악한 작업 조건으로 산업재해도 빈번하였다. 일본인 관리자들은 한국인 노동자를 멸시하였고 폭언과 폭력이 난무하였다. 그러나 일제는 아무런 제도적 보호 조치를 취하지 않았고 노동자들의 처우는 매우 열악해졌다.

### 원산의 산업
원산은 개항장으로서 비교적 이른 시기부터 도시로 성장하였다. 1883년에는 최초의 근대교육기관 가운데 하나인 원산학사가 세워질만큼 도시화의 속도가 빨랐다. 1913년 경원선이 원산까지 개통된 이후 원산에는 여러 산업이 들어서기 시작하였고 이에 따라 노동자 계층도 형성되었다. 1920년대 후반부터 원산은 중화학공업이 들어서기 시작했으며 사건의 발단이 된 회사 역시 석유회사였다.

### 노동조합
소비에트 혁명과 3.1 운동은 노동자들에게 적잖은 자극을 주었고 조선총독부 역시 3.1 운동을 무력 진압한 뒤 일어난 세계적 비난을 의식하여 무단통치 일변도의 강압적 통치 정책을 바꾸어 이른바 문화정치를 시행하여 노동조합 결성에 유리한 조건이 형성되었다.
파업의 주역인 원산노동연합회(원산노련)는 1921년 3월 15일 출범한 원산노동회가 개편된 것이었다. 원산노동회는 도중(都中)을 단위로 이루어졌는데 도중은 십장(什長)을 우두머리로 하는 작업반이었고 사용자와의 계약은 십장을 통해 이루어졌다. 따라서 도중은 노동자들을 강하게 결합시키는 구속력을 발휘하였지만, 사용자의 입장에서는 십장과의 교섭만 이루어지면 다른 노동자와는 별다른 협의를 하지 않아도 되었다. 사용자는 도중의 이러한 특성은 이용하여 노동자의 단결을 약화시켰다. 결성 초기 원산노동회는 사실상 사용자들의 조합인 객주조합의 감독하에 운영되는 어용노조였다.
원산노동회는 1925년 김경식(金瓊植)이 위원장이 원산노동연합회로 이름을 바꾸고 탄탄한 조직력을 갖추기 시작하였다. 김경식은 원래 백산무역주식회사의 원산 지점장으로 객주조합의 조합원이었다. 객주조합은 김경식을 노동조합의 위원장으로 두어 원산노련을 계속하여 어용노조로 관리 감독하고자 하였다. 그러나 김경식은 노동조합의 위원장이 된 뒤 노동자의 편에 서서 투쟁을 주도하는 한편 조선사회단체중앙협의회에도 참여하여 사회단체들과 연대하고자 하였다. 원산노련은 창립선언문에서 “노동운동의 동일성과 무산자의 세계적 제휴”를 천명하고 있다. 이를 보아 김경식은 아마도 어느 정도 사회주의의 영향을 받은 것으로 보인다.
1925년 당시 원산노련의 조합원은 모두 2천여명으로 직업과 장소에 따라 7개 노동조합으로 나뉜 40여개의 도중에 속하여 있었다. 김경식은 원산노동청년회와 제휴하여 원산사회단체협의회를 구성하고 지역 사회에서 노동자의 발언권을 강화하였고 1928년에는 신간회와도 제휴하였다. 1928년 원산의 노동절 행사에는 42개 산하 단체 2천여명이 참여하여 세를 과시하였다. 원산노련은 이발소와 병원도 직접 운영하였는데 원산노동병원은 노동자 스스로 사회 복지를 구현하려 하였다는 점에서 역사적 의의가 크다.
1927년 원산노련은 1,700 여명이 참가한 파업을 통해 십장을 통한 노동계약을 폐지하고 원산노련이 단체교섭권을 갖도록하는 데 성공하였다. 이는 노동조합의 큰 승리였다.

### 상공인 단체
총파업 당시 사용자 단체는 일본인의 원산상업회의소와 조선인 객주조합 시영회의 둘이 있었다. 1881년 2월에 먼저 거류일본인들의 단체인 원산항회의소가 설립되었으며 같은 해 10월 거류민총대역소와 상법회의소로 분리되었다. 이에 대응하여 1893년 조선인 객주들의 조합인 원산상의소가 세워졌다. 그러나 일본 공사가 지속적으로 객주조합의 해체를 요구하였고 1982년 이후 원산상의소는 뚜렷한 활동이 없게 되었다. 한편 일본인 경제단체는 1891년 재원산진 일본인상업회의소로 통합되었고 1908년에는 원산상업회의소로 개칭하였다.
일제 시기에 들어서도 일본인 사용자 단체와 조선인 단체는 분리되어 운영되었다. 조선총독부는 한 지역에 두개의 단체가 양립하여 운영되는 것을 불필요하다고 여겼고 1915년 일본인을 주축으로 하여 상의를 통합하도록 지시하였다. 원산역시 이러한 통합이 진행되어 1920년대에는 원산상의가 상공인의 대표기구로 운영되었다. 그러나 원산의 조선인 상공인들은 여전히 독자적인 객주조합을 운영하며 자신들의 영향력을 유지하고자 하였다. 1927년 원산노련의 파업으로 십장을 통한 고용이 폐지되자 이를 끝까지 반대한 것도 객주조합이었고 총파업에서도 객주조합은 끝내 원산노련의 요구를 인정하지 않았다.
총파업이 일어날 당시 노사의 교섭대표는 원산노련과 원산상의였다.

## 발단
1928년 9월 함경남도 덕원군 문평리에 있던 영국인 소유의 문평 라이징 선(Rising Sun) 제유회사에서 구타 사건이 발생한다. 제유회사는 석유를 정제하여 유통하는 회사였다. 이 회사의 중간 관리자였던 일본인 고다마(兒玉)가 조선인 노동자를 폭행하였다. 고다마는 평소에도 조선인 노동자에게 폭언을 일삼았으며 공공연히 멸시하였다. 폭력사태가 일어나자 이 회사의 노동자 120명은 일본인 감독의 파면, 최저임금 보장, 해고수당제 실시 등을 요구하며 파업에 들어갔다. 원산노련이 개입한 교섭에서 회사는 마지못해 노동자의 요구를 들어주겠다고 하였으나 약속은 이행되지 않았다. 원산노련은 조속한 약속 이행을 요구하며 파업을 예고하였고 라이징 선은 교섭단체 사이의 문제라며 해결 책임을 원산상의에 떠밀었다. 원산상의는 파업에 가담하는 노동자를 모두 해고하겠다는 입장을 내놓았다. 한편 일제 당국은 총파업이 "치안"과 "사회안정"을 해친다는 이유로 경찰과 소방관, 그리고 일본군 제19사단 소속 함흥연대 400여명을 투입하여 원산노련을 위협하였다.

## 경과

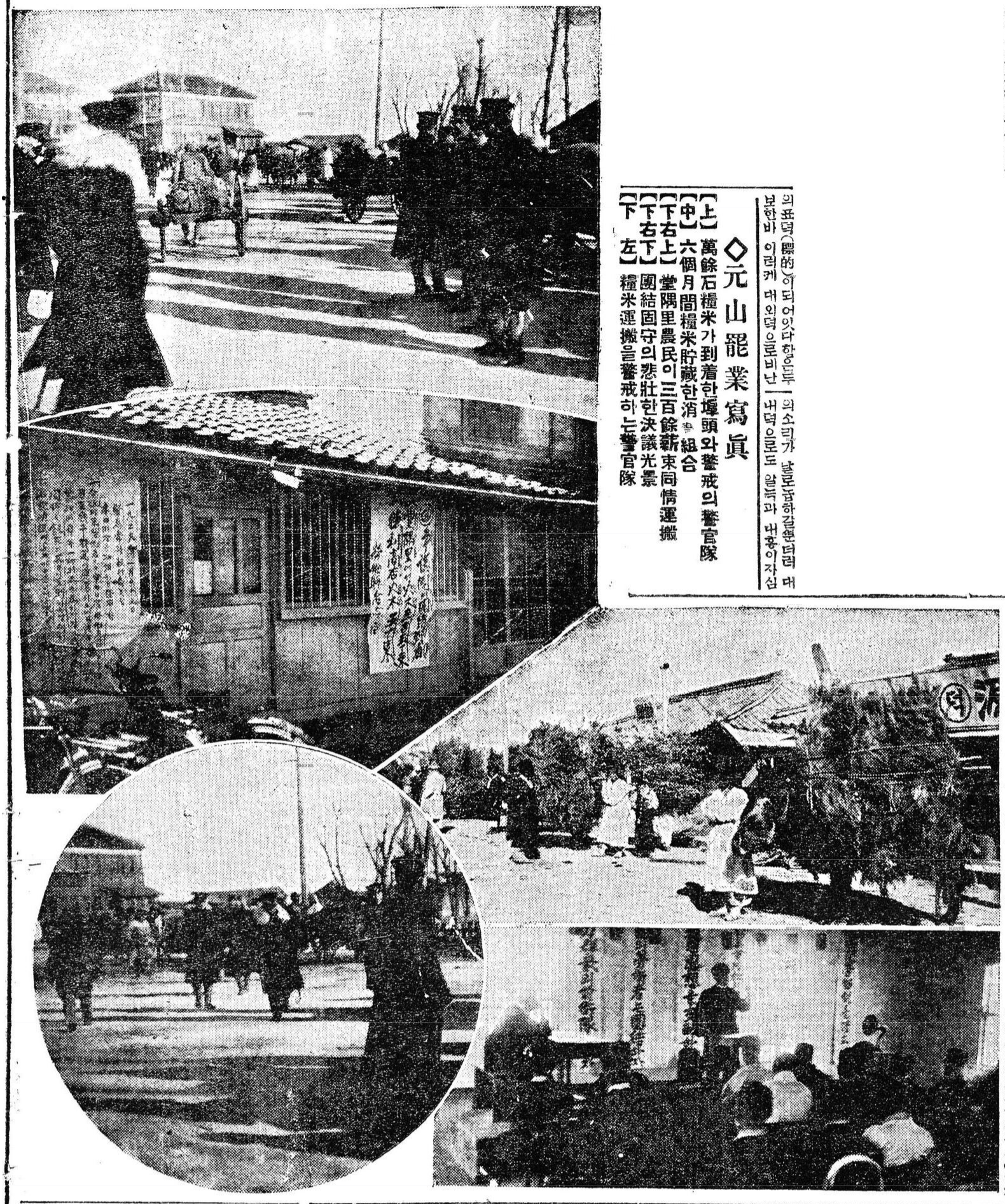
1929년 2월 4일자 《조선일보》. 원문에 달린 설명은 다음과 같다.
상단: 만여석량미(萬餘石糧米)가 도착한 부두와 경계(警戒)의 경관대(警官隊).
중간: 약 6개월 치의 쌀을 저장한 소비조합.
하우상: 당우리(堂隅里) 농민이 삼백여 신속 동정운반(同情運搬).
하우하: 단결 고수의 비장한 결의 광경.
하좌: 양미 운반을 경계하는 경관대.

### 총파업
1929년 1월 13일 라이징 선의 노동자들은 원산노련에 교섭이 이행되지 않고 있음을 보고하였고 원산노련은 라이징 선 소속 노동자들의 파업을 지시하였다. 당시 원산은 라이징 선 이외에도 운수 노동자들의 쟁의가 이어지고 있었고 라이징 선이 파업에 돌입하자 이들 역시 파업을 준비하였다. 1월 14일 라이징 선 노동자들이 파업에 돌입하자 1월 17일 원산상의는 대책회의를 통해 원산노련 와해를 시도하였다. 상의는 라이징 선의 파업을 결근으로 처리하고 원산노련 소속의 노동자들을 채용하지 않겠다고 선언하였고 원산 시내에 삐라를 뿌려 노동자들이 아무런 이유 없이 임금인상을 요구하며 파업한다고 선전하였다.
원산노련은 1월 22일 중앙위원회를 열고 원산상의가 협상할 의사가 없으며 오히려 노련을 와해시키려 한다는 점을 들어 총파업을 결의하고 23일 아침부터 총파업을 전개하였다. 총파업에는 원산노련 산하 24개 노조의 노동자 2,200여 명이 가담하였다.

### 탄압과 대응
총파업이 시작되자 원산상의와 일제 당국은 곧바로 대응에 들어갔다. 원산상의는 대체 노동자를 구해 파업을 무력화시키려고 시도하였다. 인천에서 200여 명의 노동자를 데려와 세관 창고 등에서 근무하게 한 것이다. 그러나 인천에서 온 노동자들은 원산의 상황을 파악하고는 파업 대열에 합류하여 상의의 의도는 좌절되었다. 원산 총파업은 곧바로 노사 분쟁의 범위를 벗어나 사회 문제로 비화되기 시작하였다. 원산에 거류하던 일본인들은 재향군인회와 국수회(國粹會), 소방단을 중심으로 테러 위협을 가하였고 경찰은 노조 간부를 검거하였다. 일본군 역시 300여명의 보병이 시가를 행진하며 무력 시위를 하였다. 이러한 대결은 민족 문제로도 번졌다. 경찰은 조선인 간부를 전보하고 그 자리를 일본인들로 매꾸었고, 파업장기화를 예견한 원산상의는 물자의 차단과 함께 지역 경제의 마비를 방관하였다. 비교적 여유가 있었던 일본인 기업과 달리 대다수 영세하였던 조선인 기업은 곧바로 도산의 위기에 처하게 되었지만 원산상의는 아랑곳하지 않았다. 그러나 지역 경제 마비로 위기를 겪게 된 조선인 상공인들이 이를 노동조합의 책임으로 인식하였다는 점에서 총파업의 여파를 민족문제로만 보는 것은 단편적이란 지적이 있다. 조선인 지역 명망가들로 구성된 시민협회는 총파업에 온정적이었으나 원산상의의 협박과 회유로 결국 상의와 함께 보조를 취하기로 하였고 객주협회인 시영회는 처음부터 원산노련의 요구에 반대하였기 때문이다.
파업 한 달 사이에 위원장 김경식을 비롯한 노조 간부 42인이 구속되었다. 경찰이 노조 사무실을 압수 수색하여 장부를 징발하고 노조 지도부를 횡령범으로 몰고자 하였으나 아무리 뒤져도 한 푼의 부정도 발견할 수 없었다고 한다. 2월이 되자 원산노련은 새로운 지도부를 구성하여 장기전에 대비하였다. 열흘이 넘는 파업 속에 원산의 경제는 이미 마비 상태였고 생필품 고갈로 위태로운 상태가 되기 시작하였다. 원산노련은 인쇄, 제면, 차량, 양복, 양화와 같이 생활에 필수적인 부분에 대해서는 파업을 해제하여 시민의 불편을 최소화하는 한 편 변호사였던 위원장 직무대행 김태영은 "한 잔의 술, 한 개피의 담배, 한 푼의 낭비도 반동"이라며 1일 2식과 함께 물자 절약을 격려하였다. 원산노련은 원산상의에게 토론회를 제안하고 원만한 타협을 시도하였으나 상의는 일체의 대응 없이 노조 와해 공작에 착수하였다. 2월 19일 상의가 주도하여 설립된 함남노동회는 폭력배가 대거 투입된 어용노조로 파업파괴자였다.

### 연대
원산시에 있던 일본인 노동자들은 이 사건을 자본가의 잘못된 관행과 무리한 탄압이 부른 사건으로 보았고 원산노련을 응원하였다. 때마침 원산에 정박한 일본 선원들은 원산상의가 요청한 대체 노동을 거부하였고 연대 파업을 벌이기도 하였다.
상의는 대체 인력을 구하기 위해 인천에서 노동자들을 구해왔으나 사정을 알게 된 인천 노동자들마저 파업에 동참하였다. 원산파업은 신문 보도를 통해 국내는 물론 해외까지 널리 알려졌다. 국내 각지에서 신간회를 비롯한 여러 단체가 후원 물자를 보내며 연대하였고, 중국과 프랑스, 러시아 블라디보스토크의 노동자들이 연대 전문을 보내왔다. 1월 말 무렵에는 노동조합의 승리가 목전에 다가온 것으로 보였다.

### 장기화
원산상의가 교섭에 응할 생각이 없고 경찰을 비롯한 당국이 탄압 일변도로 대응하자 원산노련은 버티는 것 이외에 달리 방법이 없었다. 2월 중순이 되자 경찰은 노동조합 조합원의 집을 가가호호 방문하며 파업 중단을 요구하였다. 노동자들은 일체의 수입이 없는 가운데 절약으로 버티는 수 밖에 없었으나 3월이 되자 상황은 급격히 악화되기 시작하였다. 원산상의는 새로 설립된 함남노동회를 통해서만 노동자를 채용하겠다며 원산노련을 더욱 압박하였다. 3월 중순 이후 노동자들 가운데 원산노련을 떠나 함남노동회에 가입하여 다시 취업하는 사람들이 생겨났고 위원장 직무대행 김태영은 함경남도 도지사와 원산 부윤을 찾아가 중재를 요청하는 한편 노동자의 부분적인 취업도 허용하였다.
총독부는 원산노련의 강령과 마크를 문제삼으며 공산주의와의 연계설을 유포하였고 신문들이 이를 그대로 보도하자 새로운 지도부는 더욱 위축되었다. 원산상의는 파업 동력이 약화되자 더욱 고압적인 태도를 취하였고 노동자들 사이에도 원산노련을 사수하자는 측과 함남노동회를 통해 재취업한 측 사이의 갈등이 격화되었다. 원산노련은 자신들을 통한 투쟁만을 고수하면서 조선인 사회와도 갈등을 빚었다.
4월 1일 수십명의 사람들이 함남노동회를 습격하는 사건이 발생하였다. 경찰은 이를 원산노련 측의 테러로 규정하였으나 실제 체포된 사람은 아무도 없어 사용자 측의 자작극이라는 의혹이 있다. 당대의 사람들로서는 이를 쉽게 판단할 수 없었지만 여러 정황을 살펴볼 때 일제 당국 측의 조작일 가능성이 높다. 원산노련은 파업 초기부터 질서의 유지와 파업 노동자의 규율 유지에 심혈을 기울였고 일제 당국도 이를 인정하고 있었기 때문이다.

## 결과
4월 3일 함남노동회의 간부가 습격을 당하여 중상을 입자 경찰은 이를 계기로 원산노련 관련자를 대거 검거하기에 이른다. 지도부가 검거된 상태에서 더 이상 파업을 유지할 수 없었던 원산노련은 원산상의가 지속적으로 주장해 온 노동조합을 통하지 않은 노동자 개인의 "자유취업"을 수용하고 파업을 중지하게 되었다. 얻은 것 하나 없는 패배였다. 이후 원산의 노사관계는 어용노조인 함남노동회가 영향력을 행사하였다.
파업을 주도한 원산노련 위원장 김경식은 징역 6개월을 선고받고 투옥되었다가 10월 만기 출소하였다. 김경식의 이후 일제 시기 행적은 알려진 바가 없고 광복 이후 대한민국의 초대 노동국장을 지냈다.

## 이후
원산 총파업 이후에도 노동조합 운동은 전국적으로 계속되었다. 부산에서는 조선방직의 파업이 있었고, 1931년 평양 고무공장 파업에서는 강주룡이 을밀대에 올라 고공 농성을 벌이는 일도 있었다.
원산 총파업 이후 조선총독부의 노동조합 탄압이 더욱 거세지자 1930년대의 노동조합은 비합법 조직으로 활동하는 경우가 많았다. 흥남, 함흥, 원산 등지에서도 비합법 노동조합이 계속하여 조직되었으며, 경찰 당국은 이들을 공안 사범으로 보고 체포하였다. 1931년에서 1935년 사이 체포된 노동조합 활동가는 1,759명에 달했다. 또한 노동조합은 비합법 활동과 함께 새로운 사상을 자신들의 조직 이념으로 받아들였다. 조선공산당과 같은 공산주의 운동가들은 적색노조 운동을 벌였고, 원산에서는 아나키즘의 영향아래 원산일반노동조합이 결성되었다. 원산일반노동조합은 원산 총파업 이후 부두 노동자들이 중심이 된 함남노동회와 달리 여러 중소 사업장의 노동자들을 조직하였으며 함남노동회 간부들의 비리를 폭로하였다.

## 평가

### 당대의 평가
조선공산당의 3차 재건 조직인 ML파의 김영두와 이철학은 노동자들의 자발적 투쟁을 긍정적으로 평가하면서도 노동조합 지도부의 개량성 때문에 패배하였다는 입장을 보였다. 특히 김영두는 원산노련의 지도부를 "조선에서 가장 우익적인 노조"라고 맹공하였다. 이들은 프롤레타리아가 더 이상 소부르주아를 지도부로 인정하지 말고 스스로 전국적인 노동동맹을 결성해야 하며 공산당의 이념적 지도를 받아야 한다고 주장하였다. 당대의 이러한 평가는 광복 이후에도 이어져 원산노련 지도부가 개량적이었다는 평가는 이 글에서 참조한 여러 문헌에서도 언급된다. 사학자 김광운은 조선공산당의 이러한 평가가 일면 타당한 점이 있더라도 이후 이어진 비합법 노동운동이 정해진 이론에 따라 조직을 꿰어맞추어 이념만을 급진화하였을 뿐 오히려 당대의 문제를 해결하지 못하였다고 비판한다.
원산 총파업 당시 현장을 취재한 기자들은 "조선 미증유의 계급전", "대쟁의"와 같은 기사들을 송고하였으나 당대 언론들은 기본적으로 "노사협조주의"에 입각한 의견을 표출하였다. 일제 당국은 원산 총파업의 경험을 바탕으로 효과적인 탄압 정책을 구하고자 하였다.

### 광복 이후의 평가
광복 이후에는 민족주의적 관점의 평가가 두드러졌다. 역사학자 강동진은 원산 총파업이 민족 해방 투쟁의 일환이었음을 강조하였고, 김충렬은 총독부와 원산상의가 긴밀한 합작관계 속에 처음부터 원산노련을 와해하고자 하였다고 보았다. 원산 총파업은 지역 사회의 3분의 1이 동참한 대규모 쟁의로서 노사관계뿐만 아니라 폭압적인 대응을 펼친 일제 당국에 맞선 항거로 평가되고 있다. 민족주의적 관점의 사학자들은 3.1 운동 이후 최대 인원이 응집한 항일운동으로 평가한다.
1990년대 이후 원산 총파업이 일제강점기에 있었다고 해서 항일 운동의 관점에서만 바라보는 것은 편협하다는 새로운 시각이 형성되었다. 일본인 관리자의 폭행이 발단이 되었으나 총파업은 기본적으로 노동자 대 자본가의 대결이어서 선원을 비롯한 일본인 노동자들 역시 노동조합 편에 서서 연대한 반면에 조선인도 객주조합과 같이 자신의 이해관계에 따라 원산노련에 반대한 사람들이 있었기 때문이다. 전국역사교사모임은 《역사, 무엇을 어떻게 가르칠까》에서 일제강점기는 자본주의적 관계가 본격화되고 근대적 노동자가 출현한 시기이기 때문에 이 시기의 노동쟁의를 "일제의 침략으로 노동자가 고통받았다"는 단편적 서술로만 이해할 것이 아니라 제국주의 자본과 총독부의 억압이 가장 반노동자적인 질서로 제도화된 시기였음을 주목할 필요가 있다고 평가하였다. 조선총독부의 노동정책은 직접적으로 노사관계에 영향을 미쳤으며 조선총독부는 노동통제를 강화하고 일용노동제를 장려하여 노동자의 단결을 무력화하고자 하였다.

## 참고 문헌
- 이, 상의 (2006). 《일제하 조선의 노동정책 연구》. 혜안. ISBN 89-8494-272-3.
- 김, 경일 (1992). 《일제하 노동운동사》. 창작과비평사. ISBN 978-89-3641-111-4.
- 배상미 : 자료 정선.『조선출판경찰월보』에 수록된 원산총파업 지지 삐라[깨진 링크(과거 내용 찾기)] (pdf)